# Droopy i Dripple
Droopy i Dripple (oryg. Droopy and Dripple) – serial animowany, wchodzący w skład Szczenięcych lat Toma i Jerry’ego. Serial opatrzony jest polskim dubbingiem opracowanym w studiu Master Film.
Droopy i Dripple to psy rasy basset. Ich znakiem szczególnym jest powolność w różnych aspektach: mowie, czy odruchach. W każdym odcinku zmagają się ze złym McWilk-iem. Spin-offem serii jest Droopy, superdetektyw.
W polskiej wersji głosów udzielili: Droopy’emu – Andrzej Arciszewski, Dripple’owi – Piotr Zelt (w serii Droopy i Dripple) oraz Marek Robaczewski (w serii Droopy, superdetektyw).